# Yttrefjärdens östra strand
Yttrefjärdens östra strand är en bebyggelse i Piteå kommun, Norrbottens län. Orten var fram till 2015 och från 2023 av Statistiska centralbyrån avgränsad som  en småort och ligger på Pitholmen, vid östra stranden av Yttrefjärden, och väster om länsväg 506. Från 2015 till 2023 ingick bebyggelsen i tätorten Piteå. Vägförbindelse finns till bostadsområdet Skuthamn. Sydost om småorten, på andra sidan länsväg 506, ligger Pite havsbad.
Statistiska centralbyrån har avgränsat småorten i den norra delen av fritidshusområdet. Fritidshusområdet, som av SCB benämns Yttrefjärden (östra stranden) och har koden F6515 avgränsades för första gången 2000. 2010 hade fritidshusområdet 94 fritidshus, 17 övriga byggnader och omfattade en areal av 30 hektar.

## Befolkningsutveckling
| Befolkningsutvecklingen i Yttrefjärdens östra strand 2005–2010 | Befolkningsutvecklingen i Yttrefjärdens östra strand 2005–2010 | Befolkningsutvecklingen i Yttrefjärdens östra strand 2005–2010 | Befolkningsutvecklingen i Yttrefjärdens östra strand 2005–2010 | Befolkningsutvecklingen i Yttrefjärdens östra strand 2005–2010 |
| -------------------------------------------------------------- | -------------------------------------------------------------- | -------------------------------------------------------------- | -------------------------------------------------------------- | -------------------------------------------------------------- |
|                                                                |                                                                |                                                                |                                                                |                                                                |
| År                                                             |                                                                |                                                                | Folkmängd                                                      | Areal (ha)                                                     |
| 2005                                                           | 2005                                                           |                                                                | 54                                                             | 19#                                                            |
| 2010                                                           | 2010                                                           |                                                                | 63                                                             | 19#                                                            |
| Anm.: Ny småort 2005. Sammavuxen med Piteå 2015. # Som småort. |                                                                |                                                                |                                                                |                                                                |